# Gouverneur de Virginie
Le gouverneur du Commonwealth de Virginie (en anglais : Governor of the Commonwealth of Virginia) est le chef de la branche exécutive de l'État américain du Commonwealth de Virginie. Son mandat est de quatre ans non renouvelable, conformément au cinquième article de la Constitution de Virginie. En tant que détenteur du pouvoir exécutif et commandant en chef des forces militaires de l’État, le gouverneur a le devoir d'appliquer les lois de l’État et le pouvoir d'approuver ou de mettre son veto aux projets de loi adoptés par l'Assemblée générale de Virginie, de convoquer l'assemblée législative et d'accorder des grâces.
Selon la première Constitution de 1776, le gouverneur devait être élu chaque année par la législature de l'État de Virginie ; il pouvait servir jusqu’à trois ans consécutifs, et par la suite ne pouvait plus être réélu pendant quatre ans. La constitution de 1830 a changé la durée du mandat d’un an trois fois renouvelable en un mandat non renouvelable de trois ans. Cette constitution a également empêché les gouverneurs de se succéder à eux-mêmes. La Virginie est le seul État du pays à appliquer cette limite de nombre de mandat. William Smith et Mills E. Godwin, Jr. sont les seuls gouverneurs à avoir été élu pour deux mandats non-consécutifs. La Constitution de 1851 a porté le mandat à quatre ans et a fait élire le gouverneur par le peuple plutôt que par la législature.